# Siedersdamm
Siedersdamm ist ein Ortsteil der Gemeinde Meinersen (Samtgemeinde Meinersen) im niedersächsischen Landkreis Gifhorn. Bis 1974 war er Bestandteil der Gemeinde Böckelse.

## Geografie und Verkehrsanbindung
Siedersdamm liegt nordwestlich des Kernortes Meinersen.
Durch den Ort führt die K 42, die Siedersdamm nach Norden mit Böckelse und Langlingen und nach Süden mit Päse und der B 188 verbindet.